# فرانك كلارك (سياسي أسترالي)
فرانك كلارك (بالإنجليزية: Frank Clarke)‏ هو سياسي أسترالي، ولد في 14 مارس 1879 في أستراليا، وتوفي في 13 فبراير 1955. انتخب عضو المجلس التشريعي الفيكتوري.